# Iconaster elegans
Iconaster elegans is een zeester uit de familie Goniasteridae.
De wetenschappelijke naam van de soort werd in 1981 gepubliceerd door Jangoux.